# Megachile micheneri
Megachile micheneri är en biart som beskrevs av Mitchell 1936. Megachile micheneri ingår i släktet tapetserarbin, och familjen buksamlarbin. Inga underarter finns listade i Catalogue of Life.